# 萨尔德斯
萨尔德斯，是西班牙加泰罗尼亚巴塞罗那省的一个市镇。总面积67平方公里，总人口315人（2001年），人口密度5人/平方公里。